# NGC 676
NGC 676 est une galaxie lenticulaire située dans la constellation des Poissons. NGC 676 a été découverte par l'astronome germano-britannique William Herschel en 1786.

## Caractéristiques
Sa vitesse par rapport au fond diffus cosmologique est de 1 217 ± 20 km/s, ce qui correspond à une distance de Hubble de 18,0 ± 1,3 Mpc (∼58,7 millions d'al).
À ce jour, deux mesures non basées sur le décalage vers le rouge (redshift) donnent une distance de 18,700 ± 1,131 Mpc (∼61 millions d'al), ce qui est à l'intérieur des valeurs de la distance de Hubble.
NGC 676 présente une large raie HI et c'est une galaxie active de type Seyfert 2.

## Groupe de NGC 676
NGC 676 fait partie d'un groupe de galaxies qui porte son nom et qui compte au moins trois galaxies. Les deux autres galaxies du groupe de NGC 676 sont NGC 693 et NGC 718.